# Jayson More
Jayson More (né le 12 janvier 1969 à Souris, dans la province du Manitoba, au Canada) est un joueur professionnel canadien de hockey sur glace qui évoluait au poste de défenseur.

## Biographie
Après trois saisons passées dans la Ligue de hockey de l'Ouest (LHOu), More est choisi par les Rangers de New York à la 10e position du repêchage d'entrée dans la LNH 1987. Il passe ensuite une dernière saison dans la WHL, sa saison la plus productive et termine avec 60 points en 70 matchs et est élu dans la première équipes d'étoiles de la ligue.
Il commence sa carrière professionnelle en 1988 avec l'organisation des Rangers mais ne joue qu'un match avec l'équipe de la LNH et passe le reste de la saison avec leur club école, les Rangers de Denver dans la Ligue internationale de hockey. Le 1er novembre 1989, il est échangé aux North Stars du Minnesota contre Dave Archibald qui ne font appel à lui qu'à cinq reprises, le laissant également à la disposition de leur club école, les Wings de Kalamazoo. Un an après son arrivée au Minnesota, il est échangé le 7 novembre 1900 aux Canadiens de Montréal qui l'envoient à leur tour dans leur club école, les Canadiens de Fredericton dans la Ligue américaine de hockey.
Lors du repêchage d'expansion de 1991, il est le deuxième joueur choisi par les Sharks de San José derrière Jeff Hackett. Avec sa nouvelle équipe, il obtient régulièrement du temps de jeu dans la LNH jusqu'en 1996. Échangé le 20 août 1996 avec Brian Swanson et un choix de 4e tour au repêchage de 1997 contre Marty McSorley, il retrouve son ancienne franchise des Rangers pour quelques mois ; il est en effet échangé à nouveau, en cours de saison, aux Coyotes de Phoenix contre Mike Eastwood et Dallas Eakins. Un an plus tard, ce sont les Blackhawks de Chicago qui l'accueillent alors qu'il les rejoint en compagnie de Chad Kilger contre Keith Carney et Jim Cummins.
Agent libre, il signe un nouveau contrat avec les Predators de Nashville, nouvelle équipe de la LNH et septième franchise de More. Il y termine sa carrière le 10 décembre 1998 après avoir subi une commotion cérébrale contre les Panthers de la Floride.

## Statistiques
| Saison     | Équipe                    | Ligue      |     | Saison régulière | Saison régulière | Saison régulière | Saison régulière | Saison régulière |   | Séries éliminatoires | Séries éliminatoires | Séries éliminatoires | Séries éliminatoires | Séries éliminatoires |
| Saison     | Équipe                    | Ligue      | PJ  | B                | A                | Pts              | Pun              | PJ               | B | A                    | Pts                  | Pun                  |                      |                      |
| 1984-1985  | Broncos de Lethbridge     | LHOu       | 71  | 3                | 9                | 12               | 101              | 4                | 1 | 0                    | 1                    | 7                    |                      |                      |
| 1985-1986  | Broncos de Lethbridge     | LHOu       | 61  | 7                | 18               | 25               | 155              | 9                | 0 | 2                    | 2                    | 36                   |                      |                      |
| 1986-1987  | Wheat Kings de Brandon    | LHOu       | 21  | 4                | 6                | 10               | 62               |                  |   |                      |                      |                      |                      |                      |
| 1986-1987  | Bruins de New Westminster | LHOu       | 43  | 4                | 23               | 27               | 155              |                  |   |                      |                      |                      |                      |                      |
| 1987-1988  | Bruins de New Westminster | LHOu       | 70  | 13               | 47               | 60               | 270              | 5                | 0 | 2                    | 2                    | 26                   |                      |                      |
| 1988-1989  | Rangers de New York       | LNH        | 1   | 0                | 0                | 0                | 0                |                  |   |                      |                      |                      |                      |                      |
| 1988-1989  | Rangers de Denver         | LIH        | 62  | 7                | 15               | 22               | 138              | 3                | 0 | 1                    | 1                    | 26                   |                      |                      |
| 1989-1990  | Spirits de Flint          | LIH        | 9   | 1                | 5                | 6                | 41               |                  |   |                      |                      |                      |                      |                      |
| 1989-1990  | North Stars du Minnesota  | LNH        | 5   | 0                | 0                | 0                | 16               |                  |   |                      |                      |                      |                      |                      |
| 1989-1990  | Wings de Kalamazoo        | LIH        | 64  | 9                | 25               | 34               | 316              | 10               | 0 | 3                    | 3                    | 13                   |                      |                      |
| 1990-1991  | Wings de Kalamazoo        | LIH        | 10  | 0                | 5                | 5                | 46               |                  |   |                      |                      |                      |                      |                      |
| 1990-1991  | Canadiens de Fredericton  | LAH        | 57  | 7                | 17               | 24               | 152              | 9                | 1 | 1                    | 2                    | 34                   |                      |                      |
| 1991-1992  | Sharks de San José        | LNH        | 46  | 4                | 13               | 17               | 85               |                  |   |                      |                      |                      |                      |                      |
| 1991-1992  | Blades de Kansas City     | LIH        | 2   | 0                | 2                | 2                | 4                |                  |   |                      |                      |                      |                      |                      |
| 1992-1993  | Sharks de San José        | LNH        | 73  | 5                | 6                | 11               | 179              |                  |   |                      |                      |                      |                      |                      |
| 1993-1994  | Sharks de San José        | LNH        | 49  | 1                | 6                | 7                | 63               | 13               | 0 | 2                    | 2                    | 32                   |                      |                      |
| 1993-1994  | Blades de Kansas City     | LIH        | 2   | 1                | 0                | 1                | 25               |                  |   |                      |                      |                      |                      |                      |
| 1994-1995  | Sharks de San José        | LNH        | 45  | 0                | 6                | 6                | 71               | 11               | 0 | 4                    | 4                    | 6                    |                      |                      |
| 1995-1996  | Sharks de San José        | LNH        | 74  | 2                | 7                | 9                | 147              |                  |   |                      |                      |                      |                      |                      |
| 1996-1997  | Rangers de New York       | LNH        | 14  | 0                | 1                | 1                | 25               |                  |   |                      |                      |                      |                      |                      |
| 1996-1997  | Coyotes de Phoenix        | LNH        | 23  | 1                | 6                | 7                | 37               | 7                | 0 | 0                    | 0                    | 7                    |                      |                      |
| 1997-1998  | Coyotes de Phoenix        | LNH        | 41  | 5                | 5                | 10               | 53               |                  |   |                      |                      |                      |                      |                      |
| 1997-1998  | Blackhawks de Chicago     | LNH        | 17  | 0                | 2                | 2                | 8                |                  |   |                      |                      |                      |                      |                      |
| 1998-1999  | Predators de Nashville    | LNH        | 18  | 0                | 2                | 2                | 18               |                  |   |                      |                      |                      |                      |                      |
| Totaux LNH | Totaux LNH                | Totaux LNH | 406 | 18               | 54               | 72               | 702              | 31               | 0 | 6                    | 6                    | 45                   |                      |                      |